# Alice in Wonderland (1982)
Alice in Wonderland – eine Adaption von Lewis Carrolls Romanen Alice im Wunderland (1865) und Alice hinter den Spiegeln (1871) – ist ein amerikanischer Fernsehfilm aus dem Jahre 1982. Grundlage des Films ist eine Bühnenproduktion der Children’s Theatre Company and School of Minneapolis, die das Stück in der Spielzeit 1981/1982 in ihrem Spielplan hatte.

## Handlung
Als Alice im Park von ihrer großen Schwester vorgelesen bekommt, wird sie von einem aufgeregten weißen Kaninchen abgelenkt, das sprechen kann und in furchtbarer Eile ist. Neugierig folgt Alice ihm, auch als es in das Loch zu seinem Bau springt. Als sie nach langem Fall ganz unten ankommt, entdeckt sie, dass sie in einem Raum mit vielen Türen eingesperrt ist. Ein Zaubertrank erlaubt es ihr, klitzeklein zu werden und den Raum nach weiteren Komplikationen in einen schönen Garten zu verlassen.
Dort begegnet sie einer Raupe, die auf einem Pilz sitzt und Wasserpfeife raucht. Die Erfahrung des Größenwechsels hat Alice verwirrt und sie zweifelt grundlegend, ob sie noch Alice ist. Dass sie sich an ein Gedicht, das sie einmal studiert hat, nicht mehr erinnern kann, bestätigt ihre Befürchtungen. Doch die Raupe weiß Rat: Alice müsse, um ihre alte Größe zurückzuerlangen, nur von dem Pilz essen.
Alices dritte überaus kuriose Bekanntschaft ist eine hässliche Herzogin mit einem Säugling auf dem Arm. Die Herzogin hat eine Katze, die Alice dadurch verwirrt, dass sie immerzu grinst. Ebenso befremdet ist Alice darüber, wie seltsam grob die Herzogin mit ihrem Kind umgeht. Als sie ihr das Kind abnimmt, um es zu retten, entdeckt sie, dass es sich in ein Ferkel verwandelt hat. Die Grinsekatze erscheint erneut und schickt sie weiter zum verrückten Hutmacher, der sich mit dem Märzhasen und der Schlafmaus zu einer absurden Teeparty getroffen hat und behauptet, die Zeit stehe still, immer auf 6 Uhr. Als Alice klar wird, dass hier kein vernünftiges Wort gesprochen wird, geht sie entnervt weiter.
Ihre vierte Station ist bei den fetten Zwillingsbrüdern Tweedledum und Tweedledee, die Alice bereits aus einem populären Kinderreim bekannt sind. Sie tragen ihr die lange Ballade The walrus and the carpenter vor.
Da Alice das Gedicht nicht versteht, verweist die Grinsekatze sie an Humpty Dumpty, eine weitere Kinderreimfigur: ein Ei, das auf einer Mauer sitzt und, anstatt ihr zu helfen, ein eigenes Gedicht vorträgt: die absurde Ballade vom Jabberwock. Humpty Dumptys – von allen Zuschauern vorhergesehener – Sturz von der Mauer beendet diese Episode.
Der weiße Ritter, die liebenswerteste Figur des Stücks, der eigentlich erschienen ist, um Humpty Dumpty zu retten, setzt Alice damit in Erstaunen, dass er sich für alle möglichen Unwahrscheinlichkeiten vorbereitet hat, aber dennoch an den einfachsten Aufgaben scheitert.
Alice gelangt zum Garten der Herzkönigin, wo die Dienerschaft damit beschäftigt ist, die weißen Rosen mit Farbe rot anzumalen. Die extrem cholerische Königin wünscht rote Rosen; wenn sie wüsste, dass weiße Rosen gepflanzt wurden, würde sie die Verantwortlichen köpfen lassen. Sie fordert Alice zum Krocketspiel auf, das mit lebenden Igeln als Bällen und Flamingos als Schlägern durchgeführt wird.
Die Königin fordert unentwegt, Untertanen köpfen zu lassen, und wünscht, dass auch die Grinsekatze dran glauben soll. Weil die Katze die Eigenart hat, Teile ihres Körpers verschwinden zu lassen, erweist sich die Hinrichtung als unmöglich. Die Königin will aber unbedingt, dass Köpfe rollen. Und so kommt es, nachdem ihre Torten vermisst werden und Diebstahlsverdacht auf den Herzbuben fällt, zu einem Gerichtsprozess, der vom Herzkönig auf die absurdeste Weise geführt wird. Nach und nach erscheinen sämtliche Figuren des Stücks als Zeugen und sonstige Prozessbeteiligte. Alice, die bisher jede Absurdität geduldig ertragen hat, reißt der Geduldsfaden; sie tritt der Königin protestierend entgegen, womit sie riskiert, selbst geköpft zu werden – und erwacht aus dem Schlaf, der sie während des Vorlesens durch ihre Schwester übermannt hat. Als sie auf dem Heimweg in ihren Handspiegel schaut, erstehen alle Figuren ihres Traums noch einmal zum Leben.

## Produktion
Sharon Holland, die Autorin der Bühnenadaption, hat zahlreiche weitere Stücke und Musicals geschrieben, darunter auch Adaptionen von Charles Perraults Märchen Der gestiefelte Kater und von Kenneth Grahames Kinderbuchklassiker Der Wind in den Weiden.
Der Leiter und Regisseur des Children’s Theatre Company and School of Minneapolis, John Clark Donahue, hatte den Stoff bereits 1970, damals in einer Adaption von Fred Gaines, inszeniert. Die Darsteller sind ausnahmslos Bühnenschauspieler, die nur vereinzelt auch in (Fernseh-)Filmproduktionen mitgewirkt haben.

## Kritik
An Einwänden gegen die Qualität des Films wurde vorgebracht, dass die Darsteller mit ihren Bühnenstimmen sprechen, was in einem Film befremde und anstrengend zu hören sei.